# Bajt (priimek)
Bajt je priimek v Sloveniji, ki je ga po podatkih Statističnega urada Republike Slovenije na dan 1. januarja 2010 uporabljalo 606 oseb in je med vsemi priimki po pogostosti uporabe uvrščen na 436. mesto.

## Znani nosilci priimka
- Aleksander Bajt (1921—2000), pravnik, ekonomist, univerzitetni profesor, akademik
- Alma Bajt, fotografinja
- Anton Bajt (1913—1998), partizanski verski referent, knjižničar, publicist
- Dejan Bajt (*1987), kolesar
- Drago Bajt (*1948), prevajalec, literarni zgodovinar, urednik, leksikograf in esejist
- Egon Bajt, fotograf, pevec?
- Feliks (Srečko) Bajt (1890—1964), fotograf, trgovec (Idrija)
- Franc Bajt, nadučitelj, predsednik deželnega učiteljskega društva za Goriško in Gradiško
- Franc Bajt (1936—1997), inženir lesarstva
- Indira Bajt (*1980), šahistka kazahstanskega rodu
- Ivan Bajt (1865—1909), kulturni in prosvetni delavec
- Ivan Bajt (1926—2013), partizan, polkovnik
- Janko Bajt (1935—2021), kulturni delavec, glasbeni instrumentalist
- Jure Bajt, glasenik kitarist, zvočni tehnik in raziskovalec zvoka
- Kajetan Bajt, amaterski igralec
- Lojza Bajt Chiacig (1929?—2021), beneškoslovenska partizanka
- Marija Bajt, (ljudska) pesnica
- Mateja Bajt, flavtistka
- Metod "Metko" Bajt (*1947), pevec, ustanovitelj in umetniški vodja okteta Simon Gregorčič
- Miro Bajt (*1950), prevajalec
- Oliver Bajt (*1960), biokemik
- Primož Bajt, kuharski mojster (masterclass chef)
- Saša Bajt (*1962), fizičarka (NASA-ZDA, Nemčija), ambasadorka znanosti RS (2021)
- Veronika Bajt, sociologinja, raziskovalka na Mirovnem inštitutu